# 伊利里亞 (盧漢斯克區)

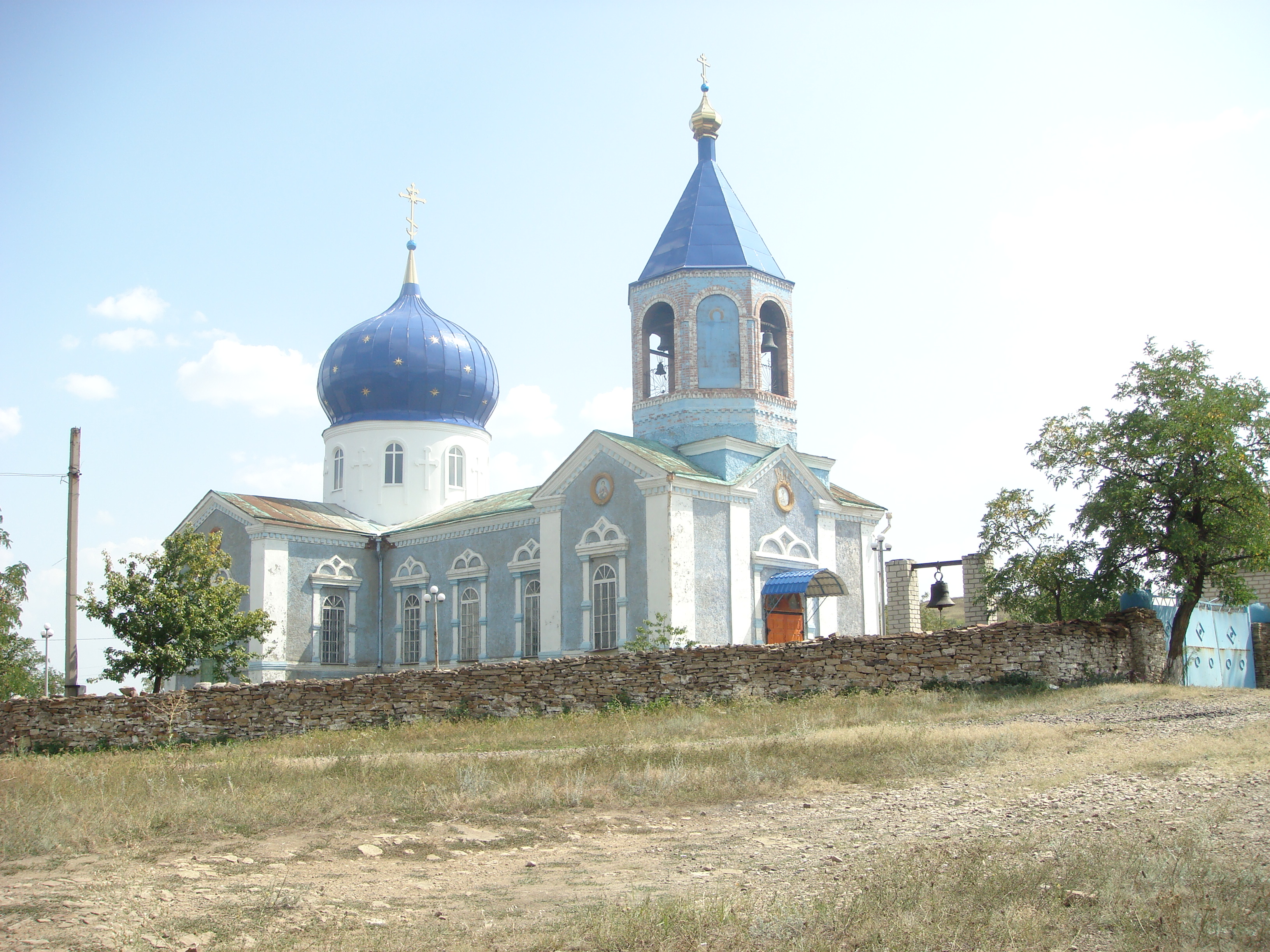
教堂

伊利里亞（烏克蘭語：Іллірія）是位於烏克蘭東部的村莊，由盧甘斯克州卢甘斯克区的盧圖希內市鎮負責管轄。該村始建於1675年，面積0.39平方公里，海拔高度122米，2001年人口646，人口密度每平方公里1,669.3人。